# Orthoxioides epipleuralis
Orthoxioides epipleuralis là một loài bọ cánh cứng trong họ Chrysomelidae. Loài này được Laboissiere miêu tả khoa học năm 1922.